# Pinçament del nervi cubital
El  pinçament del nervi cubital  és un trastorn on el nervi cubital és pinçat o pressionat per raó d'anormalitats fisiològiques.

## Símptomes
Els símptomes del pinçament del nervi depèn d'on aquest queda pressionat. Causa entumiment al dit petit, en l'anular a la meitat de la seua llargària, prop del dit petit i al cara posterior de la mà per sobre del mateix dit. Inicialment l'entumiment és transitori i en general té lloc a la nit o al matí. Amb el temps l'entumiment és constant i debilita la mà. En l'"urpa cubital" el dit petit i l'anular s'enrosquen, es produeix al final de la malaltia i és senyal que el nervi està severament afectat.

## Causes
El nervi cubital passa per molts túnels i punts de sortida en els quals pot ser que aquest sigui pressionat o punxat. Algunes de les causes poden ser:
- Problemes que s'originen al coll (síndrome de l'obertura toràcica superior, patologia de la columna cervical)
- Anomalies del plexe braquial
- Anomalies del colze
- Anomalies del canell
- Infeccions, tumors, diabetis, hipotiroïdisme, reumatisme i alcoholisme.

## Classificació
- Síndrome del canal cubital: si la pressió és al colze, a nivell del canal cubital.
- Síndrome del canal de Guyon: si la pressió és al canell, en concret a nivell del canal de Guyon.